# Ruladă cu mac
Rulada cu mac este un produs de patiserie format dintr-un rulou de pâine dulce cu drojdie cu o umplutură densă, bogată, dulce-amăruie de semințe de mac. O umplutură alternativă este o pastă de nuci sau castane tocate.
Este populară in Europa Centrală și părți din Europa de Est, unde este de obicei mâncată de Crăciun și Paște. Este tradițională în mai multe bucătării, inclusiv cea maghiară (mákos bejgli), poloneză (makoviec), română (coardă cu mac), letonă (magonmaizite).

## Ingrediente

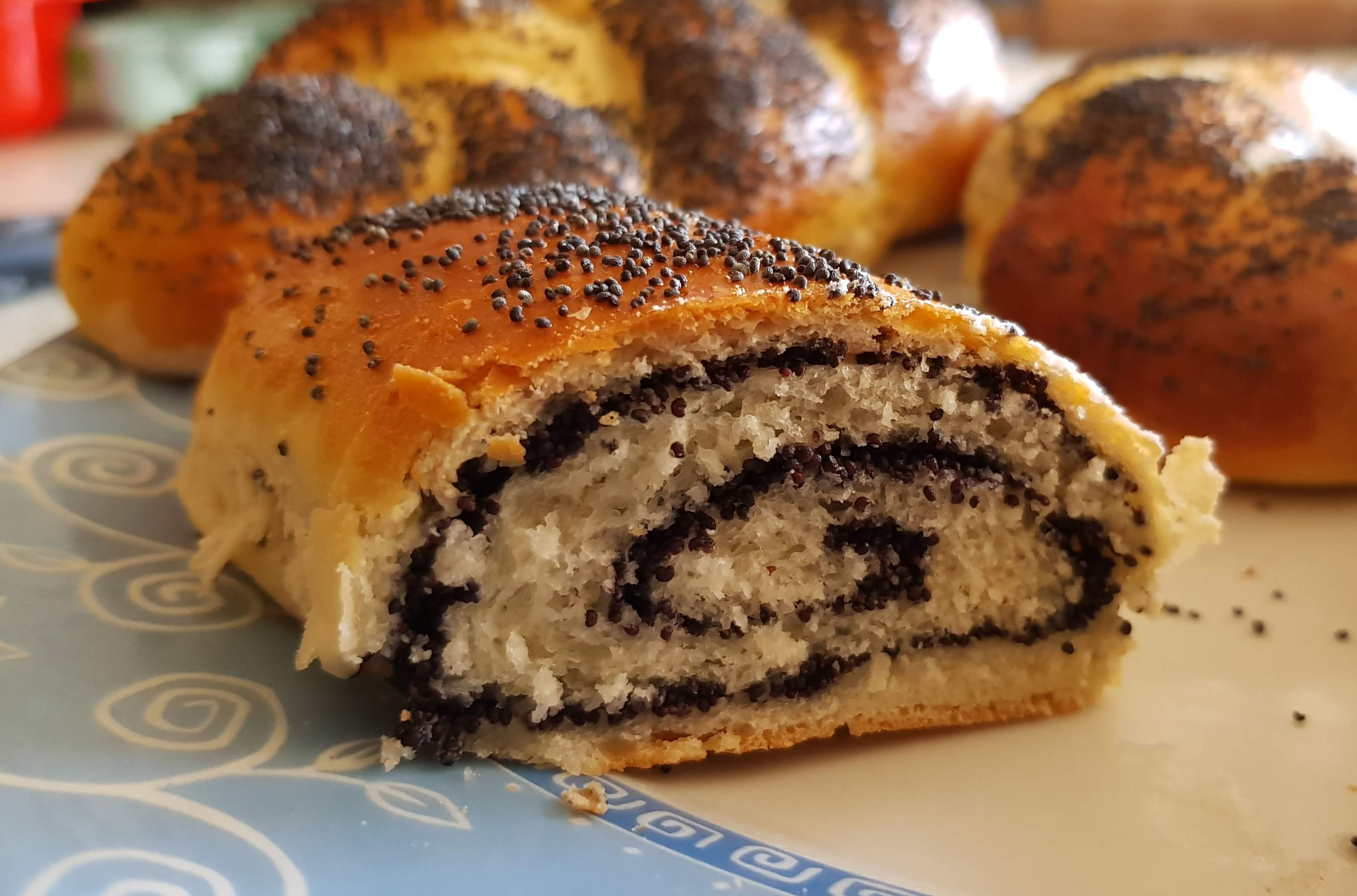
Rulada cu mac

Aluatul este făcut din făină, zahăr, gălbenuș, lapte sau smântână, unt și drojdie. Aluatul poate fi aromat cu coaja de lămâie sau portocală. Umplutura conține semințe de mac măcinate, stafide, unt sau lapte, zahăr sau miere, rom sau vanilie. Uneori, o lingura de gem de caise, care este una dintre cele mai populare gemuri folosite în bucătăria maghiară, este înlocuită cu zahărul. Umplutura de ruladă cu nucă conține stafide, rom, unt sau lapte, coajă de lămâie si nucă tocată. Această umplutură poate fi condimentată cu scorțișoară, nucșoară, cuișoare sau vanilie.
Aluatul este la început destul de greu, rigid și uscat, dar odată cu frământarea și odihna devine foarte elastic și puternic. Se întinde într-o foaie mare, groasă sau subțire, în funcție de gust. Un principiu estetic este că aluatul și straturile de umplutură trebuie să aibă o grosime egală. Un alt principiu este că cu atât sunt mai multe straturi, cu atât mai bine. Umplutura se întinde peste aluat, care este apoi rulat într-un cilindru lung. Rețetele tradiționale presupun, de obicei, să periezi rulada cu albușul rămas din gălbenușul folosit în aluat. Alte rețete folosesc diferite spălări sau o glazură adăugată după coacere. Rulada necoaptă se transferă ușor într-o tavă de foaie, se lasă la dospit, apoi se coace până când se rumenește.

## Variante
Umplutura din semințe de mac este o pastă de semințe de mac măcinate, lapte, unt, zahăr și/sau miere, adesea cu arome suplimentare, cum ar fi coaja și suc de lămâie. Poate avea stafide. Umplutura de nucă este o pastă de nuci măcinate, lapte, unt, zahăr și stafide, adesea cu arome suplimentare, cum ar fi cafea sau coaja de portocală.
O rolă foarte lungă poate fi îndoită astfel încât să se potrivească pe o foaie de copt; rezultatul se numește patkó (maghiară: potcoavă) în maghiară. Înainte de coacere, rulada poate primi o spălare cu lapte. Ruloul poate fi finisat cu o glazură după coacere, din zahăr pudră și zeamă de lămâie (sau o glazură in timpul coacerii). De obicei se aduce din bucătărie deja feliată.